# Biblia de Roda

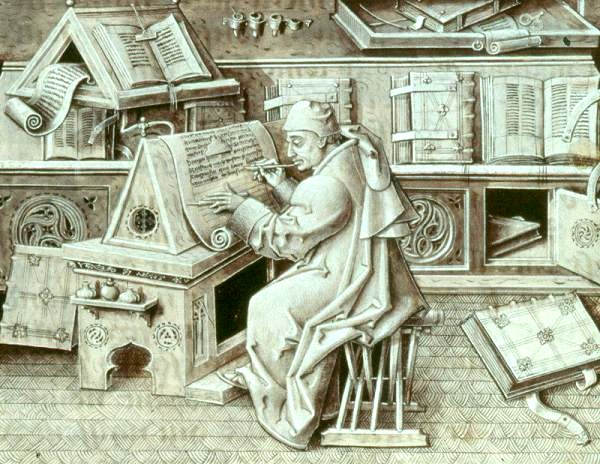
Scriptorium medieval

La Biblia de Roda, o Biblia de San Pedro de Roda, publicada en latín como Biblia Sancti Petri Rodensis y gemela de la de Ripoll, es uno de los manuscritos iluminados elaborado en los siglos X-XI en el scriptorium del monasterio de Ripoll, el centro más notorio de los condados catalanes, la biblia vivió todo un periplo que la llevó desde Ripoll hasta París, pasando por San Pedro de Roda. Es uno de los más importantes realizados en la Europa medieval. Hoy se custodia en la Biblioteca Nacional de Francia (ms. Lat. 6). Existe una edición en facsímil del manuscrito editada en 2007 y que se puede consultar en diversas bibliotecas públicas de Cataluña.

## Historia
Antes de la llegada de Oliba al frente del monasterio de Ripoll, su scriptorium ya reunía más de un centenar de códices de diversas procedencias (visigodos, septimanos, mozárabes, etc.) y temáticas. Una cifra importante, que bajo el mandato del célebre abad llegó a triplicarse. Además de las tres biblias (la de Ripoll, la de Roda y una tercera que no se ha conservado), los escribanos, iluminadores y miniaturistas del monasterio también son los responsables las diversas redacciones de las Gesta comitum Barcinonensium, obra de referencia donde se explica la vida y las hazañas de los condes de Barcelona.

## Descripción
La Biblia de Roda, al igual que sus "hermanas", son volúmenes de gran formato que, además de las Sagradas Escrituras, contienen prólogos, sumarios y otros textos introductorios, que la convierten en una especie de "gran enciclopedia ilustrada medieval". Hechas en el primer cuarto del siglo XI, las de Ripoll y Roda son las biblias más ilustradas que nos han llegado del período románico. La Biblia de Roda está escrita sobre vitela con lo que se conoce como escritura carolingia pura. Originalmente tenía un total de 566 folios que, ya en el siglo XVIII y en manos de los franceses, se encuadernaron en cuatro volúmenes.

La riqueza artística de sus miniaturas es importante por sí misma, pero sobre todo por la gran influencia que tuvieron a la hora de inspirar la pintura y la escultura románicas. Los historiadores del arte dan por hecho que las ilustraciones de la Biblia inspiraron un fresco de la Crucifixión de Cristo recuperado en el claustro de San Pedro de Roda, algunos de sus capiteles historiados (hoy, en el Museo Nacional de la Edad Media de París) y escenas de la magnífica portalada de Ripoll.

Algunas iluminaciones del manuscrito
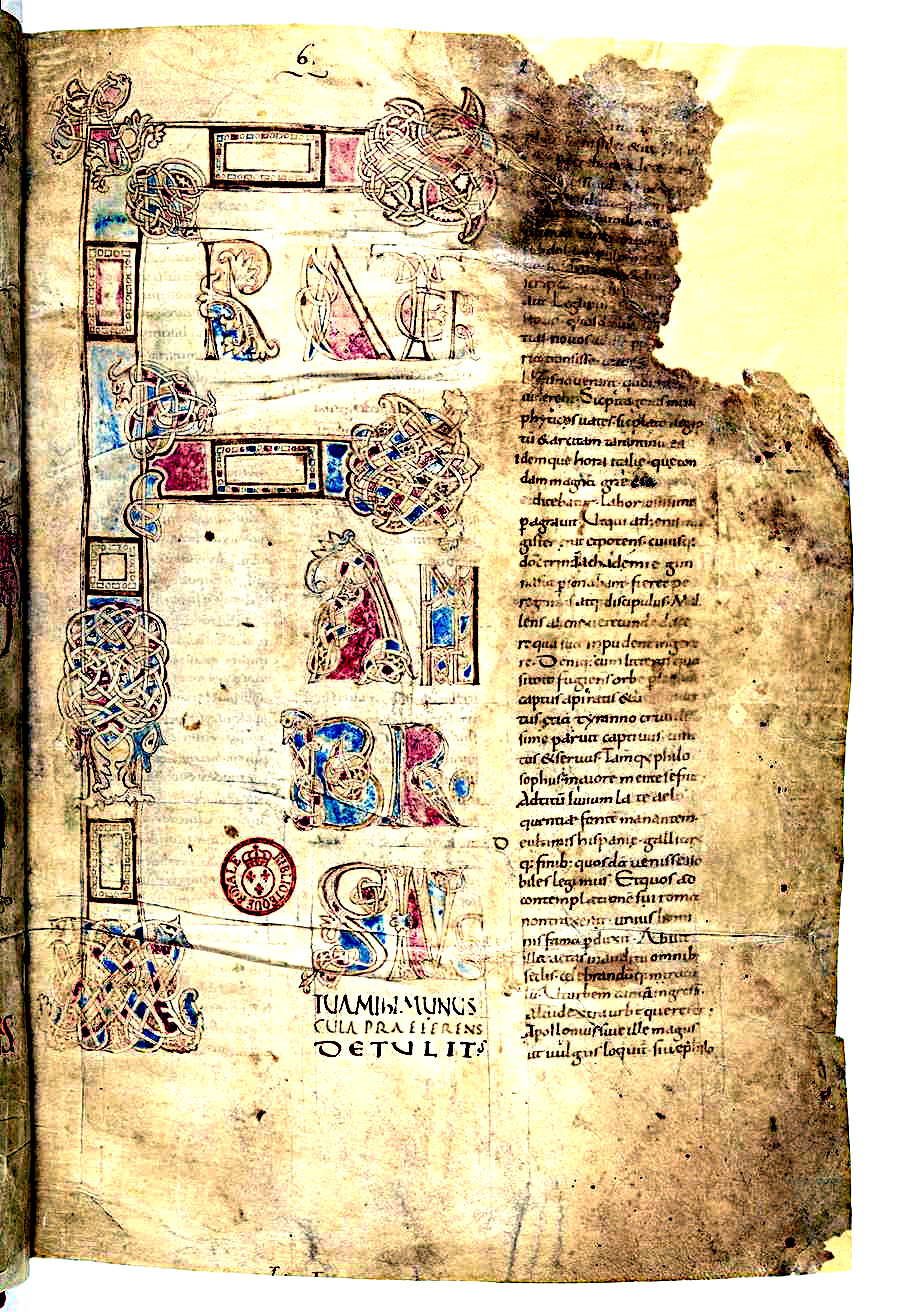
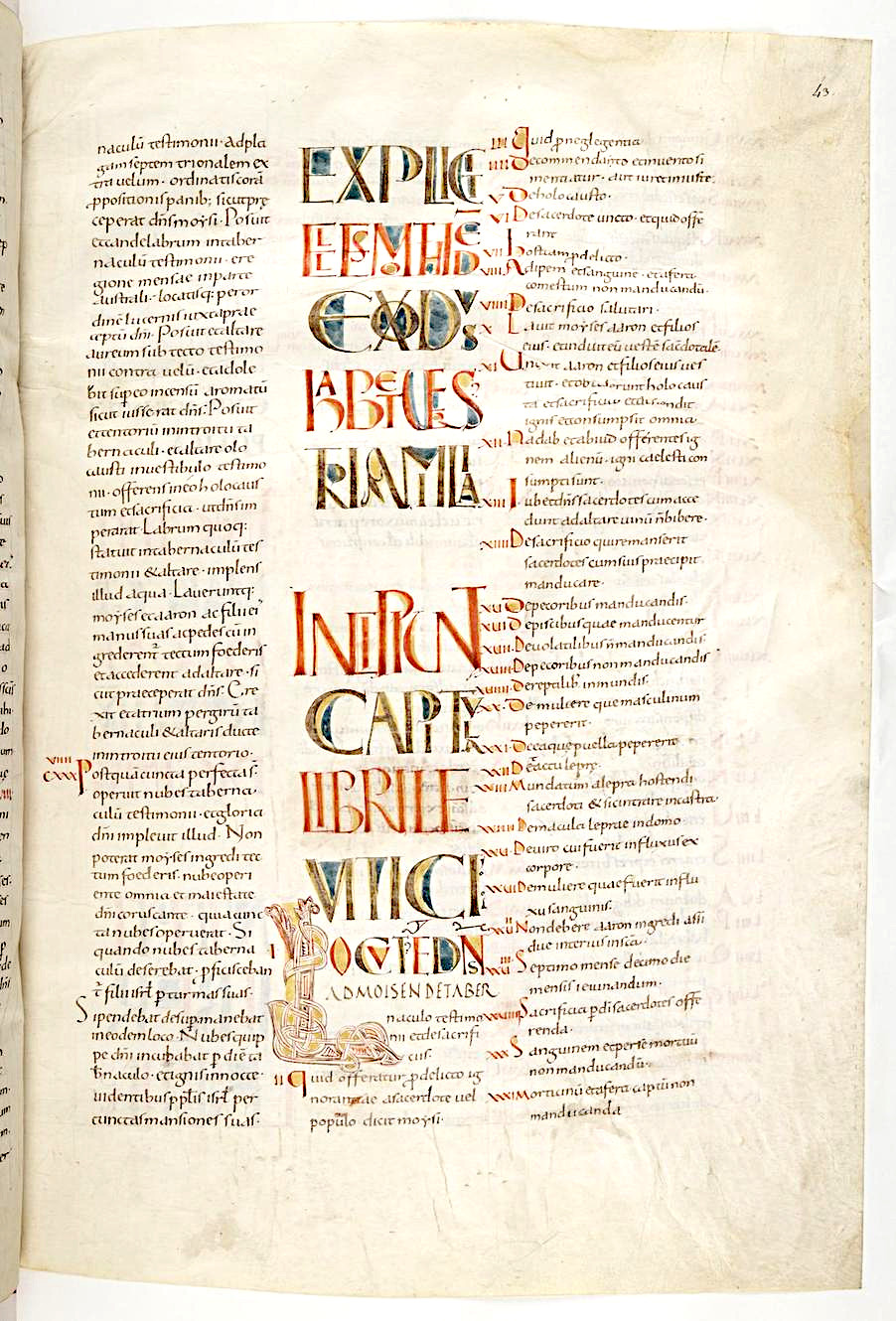
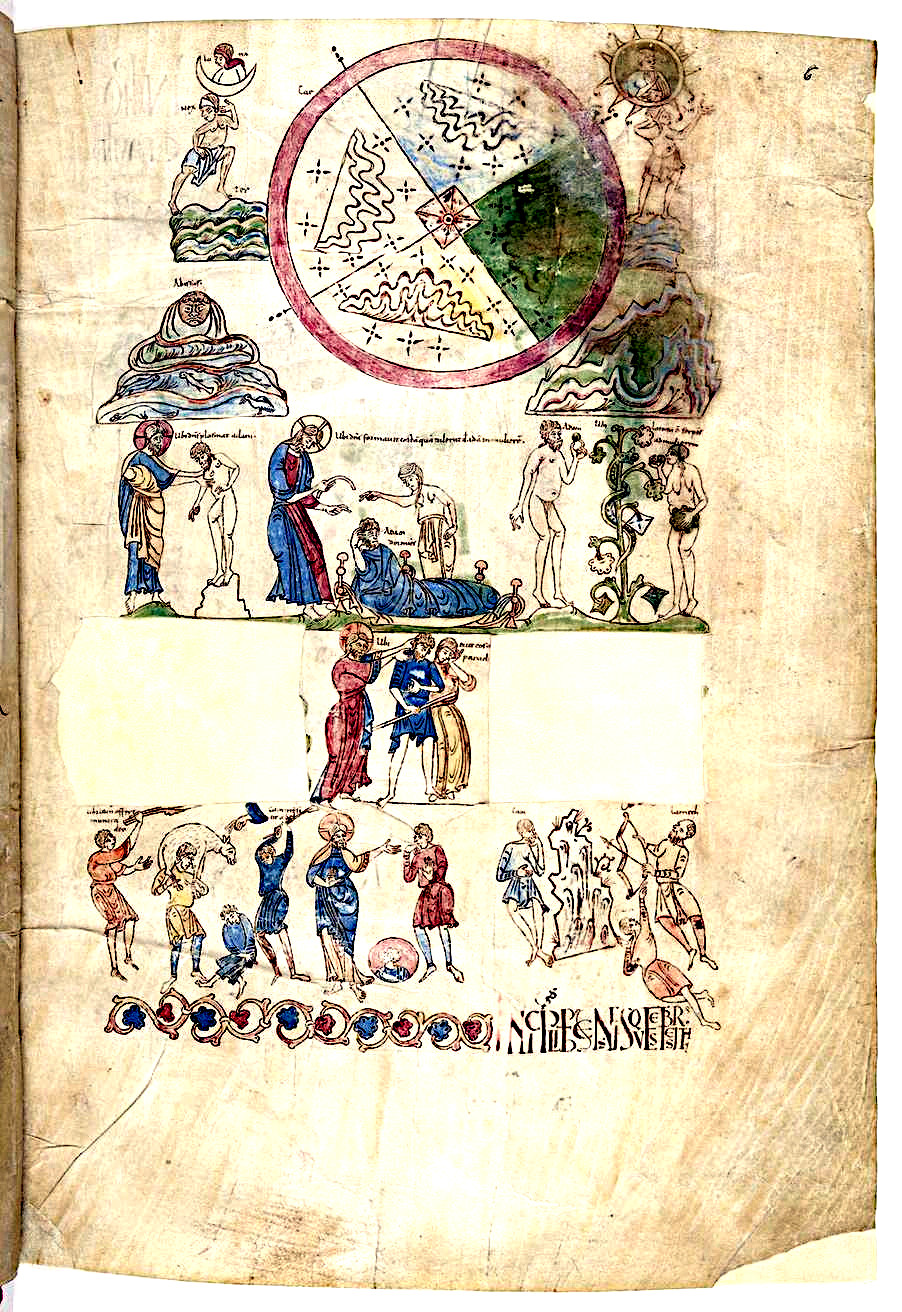

## Autores
Los estudiosos han podido identificar al menos a tres monjes que trabajaron en estos importantes manuscritos. El monje Guifré fue el único copista de las Biblias; el principal ilustrador era, tal y como lo han definido los historiadores, “un dibujante de estilo impresionista”. Su trazo era "original, decidido y enérgico" y es el responsable de la gran mayoría de ilustraciones del códice. Con un estilo muy distinto y menos exitoso, encontramos el tercer monje que participa en la Biblia. Se identifica claramente gracias a una característica peculiar: tenía por costumbre hacer las caras redondas, algo llenas y utilizaba herramientas como el compás y el tiralíneas para trazar redondas y rayas rectas.
¿Pero quiénes fueron los “autores” de la Biblia de Roda? Pero hay historiadores que defienden que las Biblias podrían proceder de algún escritorio catedralicio, como el de Girona, que sería tan importante como el de Ripoll. Pero una hipótesis, que no tiene tanta fuerza como la que defiende la autoría “ripollesa” de estos manuscritos.
Sea como fuere, las dos Biblias supervivientes -una de ellas desapareció en el incendio de Ripoll del año 1835- se encuentran actualmente lejos de Cataluña: la de Roda se conserva actualmente en la Biblioteca Nacional de Francia, mientras que la de Ripoll lo hace en la Biblioteca Apostólica Vaticana.